# کاراتال
کاراتال (به قزاقی: Karatal) یک رود در قزاقستان است که در نزدیکی دریاچه بالخاش واقع شده‌است.